# Пол суђење
Пол суђење, званично САД против Освалда Пола и др. (The United States of America vs. Oswald Pohl, et. al) (8. април – 3. новембар 1947. године) било је суђење против 18 оптужених СС официра који су били задужени за вођење концентрационих и логора смрти, као и за позадинске послове СС јединица. На терет су им стављани ратни злочини, злочини против човечности, завера за ова дела и чланство у криминалној организацији СС-у. 
Суђење је водио Војни трибунал II - судије Роберт Томс, Фицрој Филипс и Мајкл Мусмано, Џон Спејт, као замена.
Три особе су ослобођене, четири осуђене на смрт вешањем а десет на затворске казне у распону од 10 година до доживотне. После извођења додатних доказа од стране одбране, казне су нешто измењене а једна смртна казна замењена је доживотним затвором.